# Phidippus apacheanus
Phidippus apacheanus là một loài nhện trong họ Salticidae.
Loài này thuộc chi Phidippus. Phidippus apacheanus được Ralph Vary Chamberlin & Willis J. Gertsch miêu tả năm 1929.

## Hình ảnh

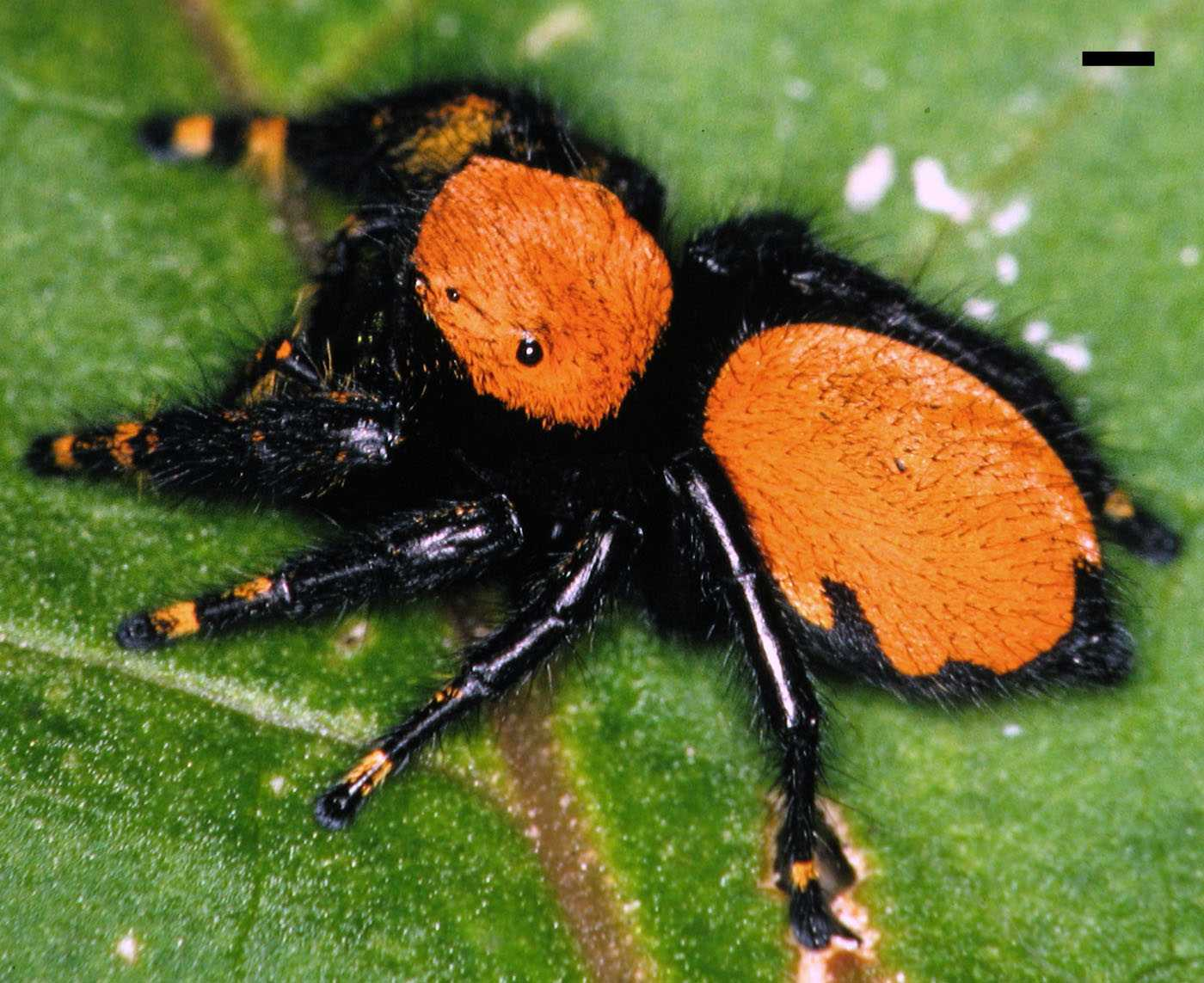
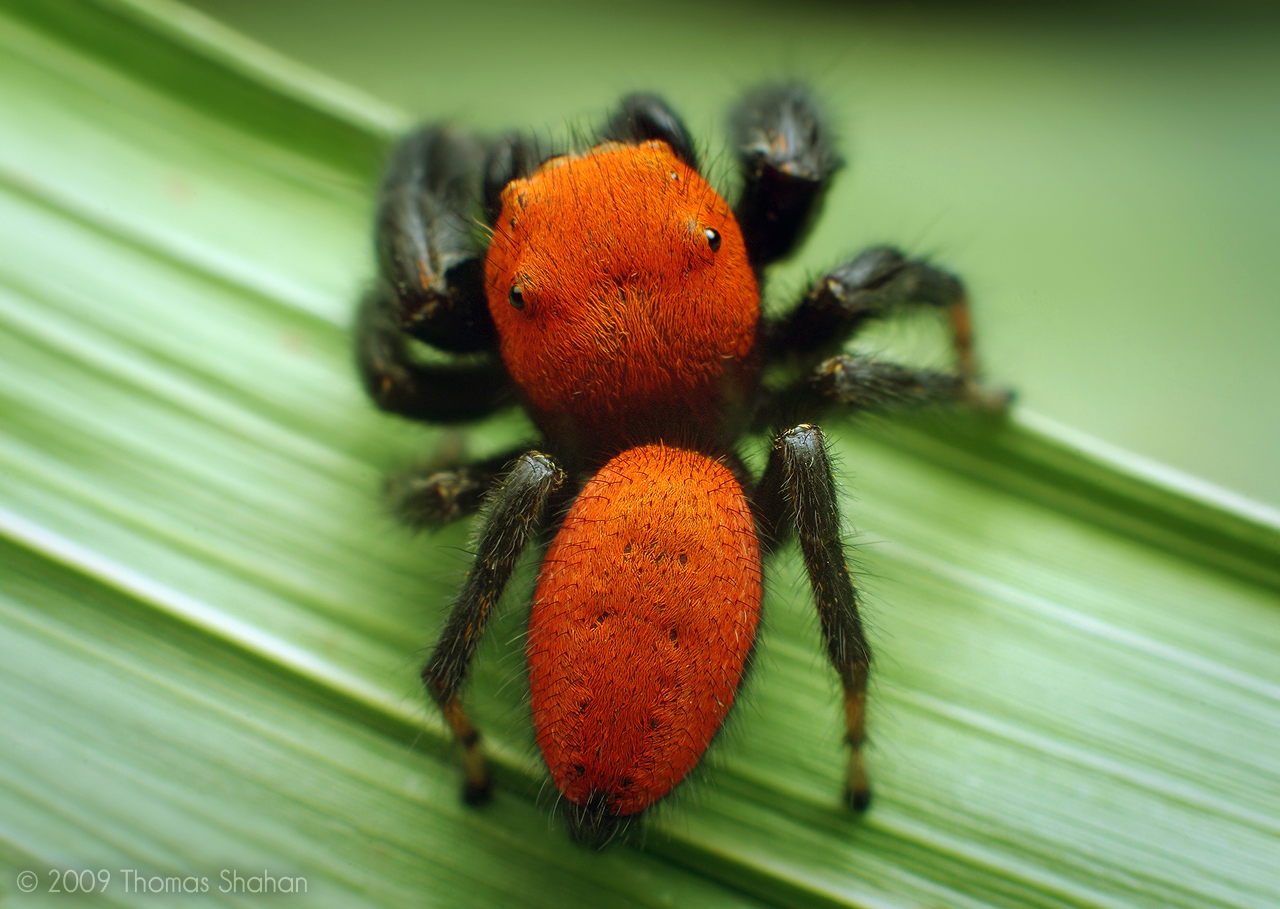